# (225312) 1996 XB27
1996 أكس بي 27 (ويعرف أيضًا باسم (225312) 1996 أكس بي 27 وفق تسمية الكوكب الصغير) (بالإنجليزية: 1996 XB27)‏ هو كويكب ضمن حزام الكويكبات؛ وترتيبه 225312 من حيث الاكتشاف.
اكتُشف هذا الجُرم الفلكي بواسطة سبيس واتش في 12 ديسمبر 1996.

## وصلات خارجية
- (225312) 1996 XB27 في قاعدة بيانات مختبر الدفع النفاث لأجرام النظام الشمسي الصغيرة

- الاكتشاف · مخطط المدار ·  العناصر المدارية · المعلمات المادية

- (225312) 1996 XB27 على موقع ويكي سكاي: DSS2, SDSS, GALEX, IRAS, Hydrogen α, X-Ray, Astrophoto, Sky Map, Articles and images